# Instillation
En pharmacie et en  médecine, une instillation désigne l’introduction goutte à goutte d’une solution médicamenteuse dans un conduit ou dans une cavité du corps.
Cette introduction peut se faire par :
- voie oto-rhino-laryngologique : dans l'oreille, le nez, la bouche ou la trachée ;
- voie ophtalmique : dans l'œil ;
- voie pulmonaire : dans les bronches à travers le nez ou la bouche ;
- voie vésicale : dans l'urètre ou la vessie.

Pour réaliser une instillation, il est possible d’utiliser un compte-goutte, une seringue à instillation, un atomiseur (voie pulmonaire) ou un cathéter (vessie).